# La Loge Morinais

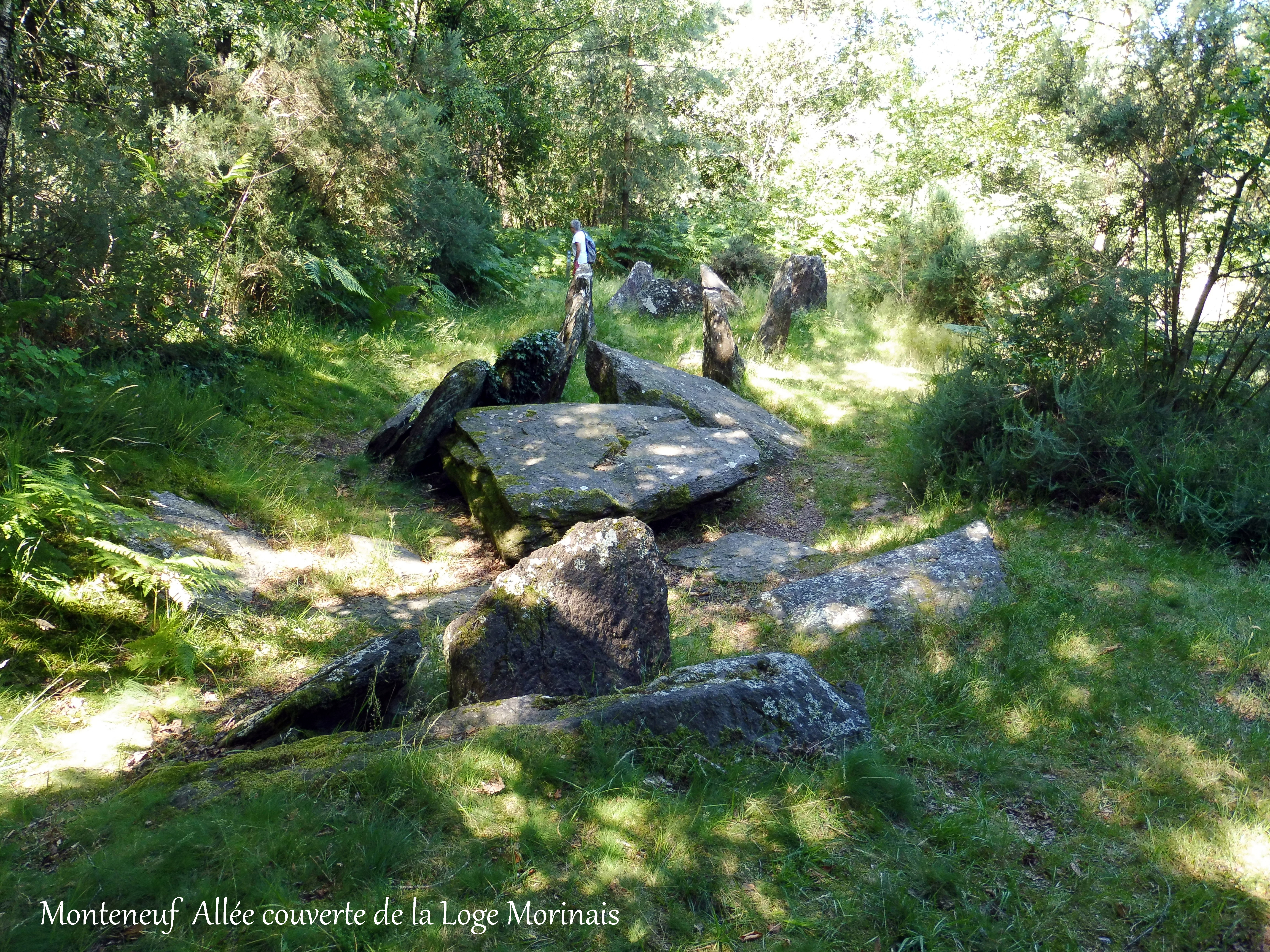
Galeriegrab La Loge Morinais

Schema Galeriegrab

La Loge Morinais ist eine Südwest-Nordost orientierte weitgehend gestörte Allée couverte nordöstlich von Monteneuf im Département Morbihan in der Bretagne in Frankreich. 
Das Galeriegrab aus lila Schiefer hat eine Länge von etwa 13,5 m und eine Breite zwischen 1,5 und 2,0 m. Nur wenige Decksteine sind noch vorhanden, die Tragsteine sind nahezu vollständig aber oft umgekippt und/oder verlagert. Der Zugang erfolgte durch eine Vorkammer. Am Ende lag eine Cella (kleine Kammer). Es sind noch Reste des einst deckenden Hügels zu erkennen.
In der Nähe befinden sich die Steinreihe Pierres Droites mit 420 Menhiren (in La Verrie) und die Galeriegräber La Pièce couverte und Les Bordouès.